# Norwood (Míchigan)
Norwood es un lugar designado por el censo ubicado en el condado de Charlevoix en el estado estadounidense de Míchigan. En el Censo de 2010 tenía una población de 142 habitantes y una densidad poblacional de 26,97 personas por km².

## Geografía
Norwood se encuentra ubicado en las coordenadas 45°13′55″N 85°22′51″O / 45.23194, -85.38083. Según la Oficina del Censo de los Estados Unidos, Norwood tiene una superficie total de 5.27 km², de la cual 5.26 km² corresponden a tierra firme y (0.05%) 0 km² es agua.

## Demografía
Según el censo de 2010, había 142 personas residiendo en Norwood. La densidad de población era de 26,97 hab./km². De los 142 habitantes, Norwood estaba compuesto por el 97.18% blancos, el 0% eran afroamericanos, el 1.41% eran amerindios, el 1.41% eran asiáticos, el 0% eran isleños del Pacífico, el 0% eran de otras razas y el 0% pertenecían a dos o más razas. Del total de la población el 0% eran hispanos o latinos de cualquier raza.